# Syzygium owariense
Syzygium owariense là một loài thực vật có hoa trong Họ Đào kim nương. Loài này được (P.Beauv.) Benth. miêu tả khoa học đầu tiên năm 1849.